# 董京
董京（?—?），字威辇，西晋人。
西晋泰始年间，董京开始和陇西计吏一同往洛阳，一路上披头散发，逍遥吟咏，常住宿乡间白社中。乞食为生，用残碎的缯帛布絮缝合制成衣服，称为百结衣，无怨无怒。著作郎孙楚数次到白社中和他交谈，感到惊奇，载他一同回去。孙楚不能夺其志。董京后留诗二篇离开，不知所终。